# Шато-Сален (округ)
Шато́-Сале́н (фр. Arrondissement de Château-Salins) — упразднённый округ во Франции, один из округов в регионе Лотарингия, департамент Мозель. Супрефектура — Шато-Сален.
Численность населения округа в 2006 году составляла 29 561 человек. Плотность населения составляла 30 чел./км². Суммарная площадь округа — 974 км².
Округ упразднён в декабре 2014 года, на основании Декрета № 2014—1721 от 29 декабря 2014 года и с 1 января 2015 года объединён с округом Сарбур в новый округ Сарбур — Шато-Сален в качестве административного центра для 230 коммун департамента Мозель.

## Кантоны
До упразднения включал в себя кантоны:
- Альбестроф (центральное бюро — Альбестроф)
- Шато-Сален (центральное бюро — Шато-Сален)
- Дельм (центральное бюро — Дельм)
- Дьёз (центральное бюро — Дьёз)
- Вик-сюр-Сей (центральное бюро — Вик-сюр-Сей)